# Der einsame Weg
Der einsame Weg ist ein Schauspiel in fünf Akten von Arthur Schnitzler. Die Uraufführung fand am 13. Februar 1904 in Berlin statt.

## Inhalt
Das Stück spielt um 1900 in Wien.
Nach Jahren begegnet der Maler Julian Fichtner wieder Gabriele. Einst hatte er sie verführt und verlassen, um seine Freiheit als Künstler nicht aufzugeben. Sie heiratete den Akademieprofessor Wegrath und hat inzwischen in Felix und Johanna zwei erwachsene Kinder. Keiner ahnt, dass Felix in Wahrheit Julians Sohn ist. Gabriele, die todkrank ist und weiß, dass sie nicht mehr lange zu leben hat, offenbart den Kindern die Wahrheit. Julian hofft, für Felix eine Vaterfigur sein zu können, aber dieser bekennt sich zu Wegrath, dem falschen Vater und echten Menschen. Johanna indessen sperrt sich gegen die Zukunft, die ihre Mutter für sie vorbereitet – sie verlobt sich nicht mit dem jungen Arzt Reumann, sondern liebt Herrn von Sala, einen alten Freund der Familie, den sie schon von Kindheit an kennt. Sala aber trägt eine tödliche Krankheit in sich. Johanna tötet sich, da sie weiß, dass der Tod der einzige Weg zur Vereinigung mit Sala ist. Sala zieht den Suizid einem langsamen, schmerzvollen Ende vor. Für Wegrath und Fichtner bleibt der einsame Weg ins Alter.

## Hintergrund
Der einsame Weg entstand zwischen 1900 und 1903 und wurde mehrfach stark überarbeitet. Das Stück hieß in frühen Fassungen Junggesellen und Egoisten, später erwog Schnitzler als Titel Einsame Wege und Wege ins Dunkle.
Nach der Berliner Premiere notierte Schnitzler: „Die Kritiken constatiren großentheils einen schwachen oder Mißerfolg, sind aber z. Th. höchst ehrenvoll.―“

## Ausgaben
- Arthur Schnitzler: Der einsame Weg. Schauspiel in 5 Akten. S. Fischer, Berlin 1904 (EA) (archive.org)
- Arthur Schnitzler: Der einsame Weg. Historisch-kritische Ausgabe. Herausgegeben von Anna Lindner und Isabella Schwentner unter Mitarbeit von Teresa Klestorfer, Marina Rauchenbacher und Miriam Sibitz. Berlin, Boston, de Gruyter, 2024, doi:10.1515/9783111334066.